# Castellaro Lagusello

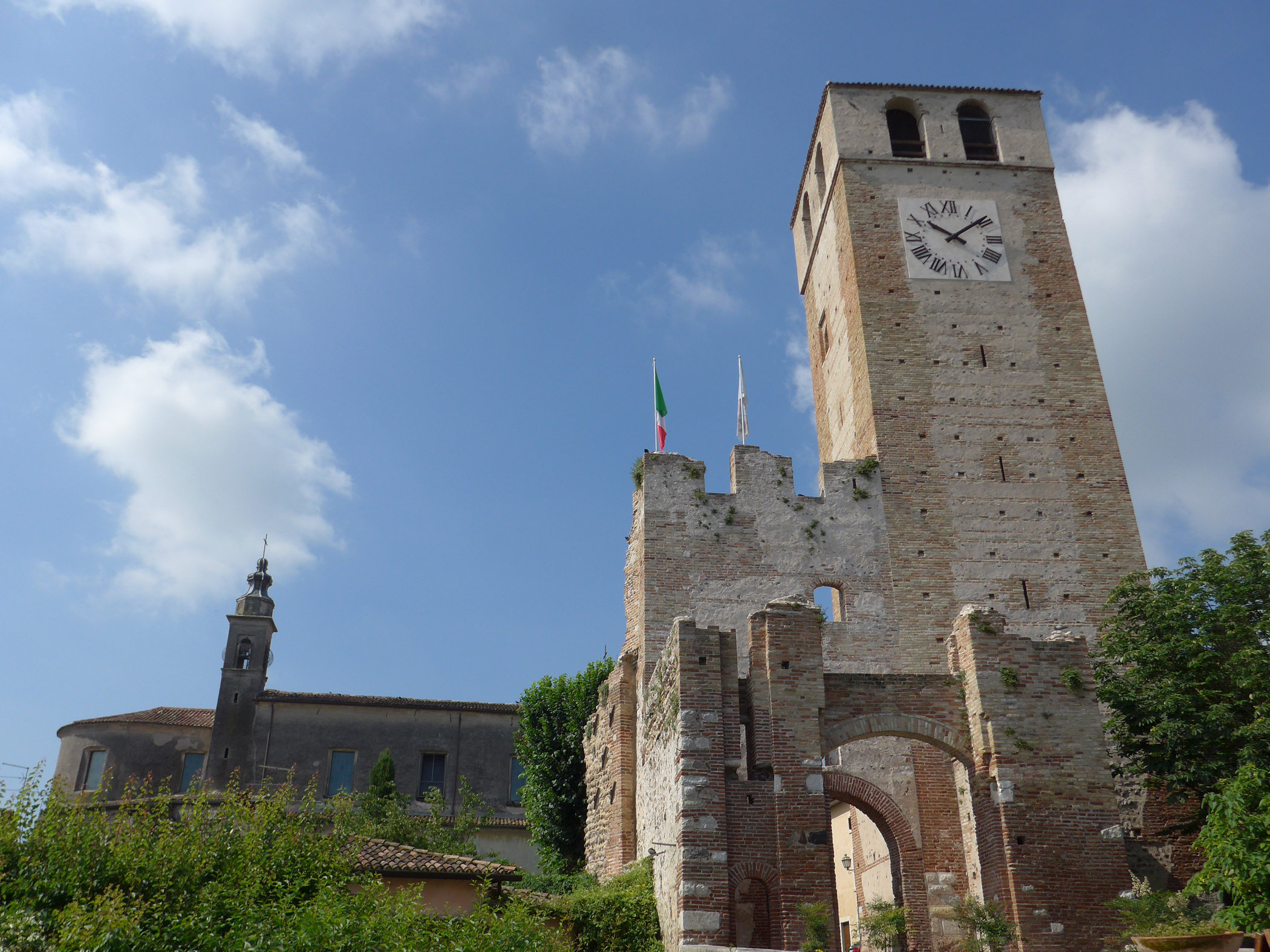
Castello di Castellaro Lagusello

Castellaro Lagusello (Castlàr in dialetto alto mantovano) è una frazione di Monzambano.
Il borgo sorge su una piccola collina affacciata a un lago a forma di cuore.
Il lago e il castello, risalente al 1100-1200, danno il nome al piccolo borgo che fa parte dell'associazione de I borghi più belli d'Italia.
Dal 2011 la località Fondo Tacoli di Castellaro Lagusello, essendo uno dei 111 siti archeologici palafitticoli localizzati sulle Alpi e nelle aree contigue, è entrata a far parte dei Patrimoni dell'umanità dell'UNESCO all'interno del sito sovranazionale denominato Antichi insediamenti sulle Alpi.

## Origini del nome
Il nome di Castellaro Lagusello deriva da "castellaro" (recinto fortificato) e "lagusello" (laghetto).

## Storia
La presenza di insediamenti in questa località è stata fatta risalire all’epoca romana grazie a dei ritrovamenti che hanno permesso di ricostruire il pavimento di un triclinio con un emblema musivo di motivo geometrico.
La costruzione del borgo fortificato si fa risalire all'XI-XII secolo, ma è in un documento di Papa Eugenio III del 1145, nel quale si riporta l'elenco delle pievi dipendenti dalla diocesi di Verona, che viene citata per la prima volta la plebem de Castellaro.
Il fortilizio fu a lungo mira dei Gonzaga nel Quattrocento, ma i marchesi mantovani non riuscirono a mantenerne uno stabile possesso, tanto che già a metà del secolo tornò sotto la Repubblica di Venezia nella provincia veronese attraverso il podestà di Peschiera. La Serenissima lo mise all’asta nel 1637 e fu acquistato con una somma 545 ducati dal conte Madernino Arrighi. L'attuale collocazione lombarda è dunque molto più recente e risale a Napoleone il quale, ceduto il Veneto all'Austria, trattenne a sé il borgo per esigenze di difesa militare.
Lo stesso generale, nel suo piano di razionalizzazione amministrativa del 1803, annetté il paese a Monzambano. Dopo un iniziale tentennamento, il provvedimento fu definitivamente riconosciuto anche dagli austriaci con decreto governativo del 1 luglio 1816.

## Monumenti e luoghi d'interesse
- Mura perimetrali con  quattro torri a difesa del borgo, dotate di cammino di ronda.
- Castello
- Chiesa di San Nicola
- Oratorio di San Giuseppe
- Villa Arrighi, del XVII secolo[6]

### Siti archeologici
- Sito palafitticolo Fondo Tacoli

### Aree naturali
- Riserva naturale Complesso morenico di Castellaro Lagusello